# Erica subdivaricata
Erica subdivaricata är en ljungväxtart som beskrevs av Berg. Erica subdivaricata ingår i släktet klockljungssläktet, och familjen ljungväxter. Inga underarter finns listade i Catalogue of Life.